# Himmelstigen
Himmelstigen er en dansk portrætfilm fra 1997, der er instrueret af Nils Vest efter eget manuskript.

## Handling
Da den danske arkitekt Laurids de Thurah i 1748 projekterede et spir til Vor Frelsers Kirke på Christianshavn, skabte han et stykke arkitektur, der hører til barokkens prægtigste. Hvordan kunne et provinshul som København pludselig give rum for sådan en kunstnerisk kraftpræstation? Og hvorfor valgte han spiralen som motiv? Filmen fortæller om et stykke Danmarkshistorie fyldt med dramaer og intriger. Den er desuden en dokumentation af en håndværkerindsats ved restaureringen, næsten magen til dengang, da spiret blev bygget. Og så fortælles der om, hvordan arkitekten døde. Sprang han virkelig ud fra spiret, fordi han opdagede, at det snoede den forkerte vej?